# Riccardo Muti
Riccardo Muti (Napoli, 28 luglio 1941) è un direttore d'orchestra italiano.
Dal 1968 al 1980 è stato direttore principale e direttore musicale del Maggio Musicale Fiorentino e dal 1986 al 2005 è stato direttore musicale del Teatro alla Scala di Milano nelle cui Prime stagionali dirige Don Giovanni, Idomeneo e Il flauto magico, fatto mai successo in precedenza.
Dirige l'Orchestra Giovanile Luigi Cherubini, che ha fondato nel 2004 a Piacenza e Ravenna. Dal 2010 è direttore musicale dell'Orchestra sinfonica di Chicago, con la quale ha rinnovato il contratto fino all'estate del 2022.
Nel 2015 ha fondato la "Riccardo Muti Italian Opera Academy" un'accademia internazionale - aperta al pubblico di uditori - con sede a Ravenna dove allievi di direzione d'orchestra, maestri accompagnatori e cantanti d'opera selezionati da una commissione possono perfezionare le proprie conoscenze con Riccardo Muti.

## Biografia
Figlio di Domenico Muti, medico molfettese, e della napoletana Gilda Peli Sellitto, nasce a Napoli nel 1941.

### Formazione
Fino all'età di 16 anni Riccardo vive in Puglia, a Molfetta, città natale di suo padre, dove frequenta il Liceo Classico statale "Leonardo da Vinci".
Poi si trasferisce a Napoli per frequentare gli ultimi due anni di superiori al Liceo classico statale Vittorio Emanuele II dove studia pianoforte con Vincenzo Vitale, conseguendo il diploma con lode presso il Conservatorio di San Pietro a Majella. È indirizzato alla direzione d'orchestra nel 1960 dal direttore del conservatorio Jacopo Napoli il quale lo affida alle cure di Ugo Ajello.
Nel 1962, dopo aver lasciato la facoltà napoletana di filosofia, si trasferisce a Milano, su invito di Jacopo Napoli divenuto direttore del Conservatorio di Milano, e studia composizione con Bruno Bettinelli e direzione d'orchestra con Antonino Votto.

### Vita privata
Sposato dal 1969 con Maria Cristina Mazzavillani, i due vivono a Ravenna e hanno tre figli: Francesco, nato nel 1971, sposato con Susanna Baldassarri; Chiara, nata nel 1973, sposata con David Fray; Domenico, il più giovane, a cui il nome fu dato in onore del nonno paterno.

## Carriera

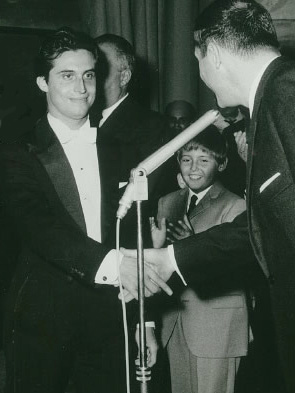
Riccardo Muti al Teatro Coccia di Novara nel 1967

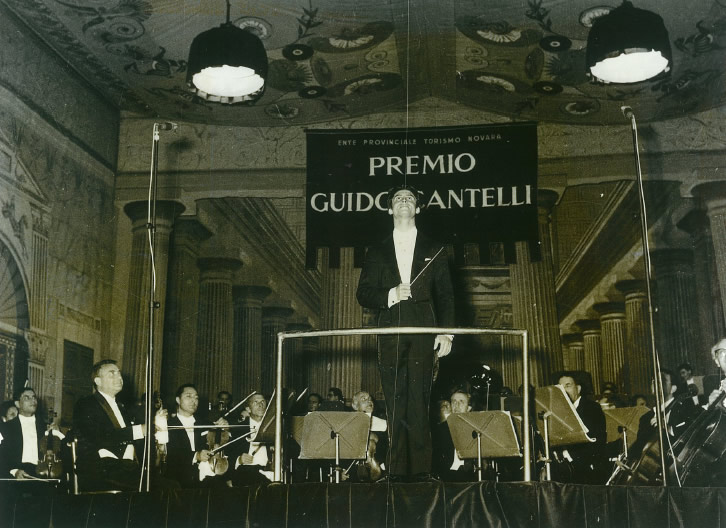
Riccardo Muti al Teatro Coccia di Novara nel 1967

Esordisce nel 1967 al Teatro Coccia di Novara vincendo il Premio Cantelli per giovani direttori d'orchestra, violinisti e flautisti. Dal 1968 al 1980 è stato direttore principale e direttore musicale del Maggio Musicale Fiorentino. Durante il periodo fiorentino di notevole interesse sono state le rappresentazioni del Nabucco di Verdi con la regia di Luca Ronconi, in particolare i costumi del quarto atto riconducibili alle divise dei soldati italiani nel risorgimento nella replica nel Teatro Comunale di Firenze del 1977, il Guglielmo Tell di Rossini nella versione integrale e ancora di Verdi l'Otello con l'inedito finale del terzo atto.
Nel 1969 dirige la prima rappresentazione radiofonica nell'Auditorium RAI del Foro Italico di Roma de I puritani di Vincenzo Bellini con Mirella Freni, Luciano Pavarotti, Sesto Bruscantini e Bonaldo Giaiotti. Nel 1970 dirige la ripresa nel Teatro Comunale di Firenze de I puritani. Al Gran Teatro La Fenice di Venezia dirige un concerto sinfonico con Cristina Deutekom nel 1970, uno nel 1971, Ivan il Terribile di Sergej Sergeevič Prokof'ev nel 1972, un concerto nel 1978, uno nel 1995, il Concerto straordinario a favore della ricostruzione del teatro nel 1996 e il concerto Riapre La Fenice - nella settimana inaugurale il 14 dicembre 2003.
Nel 1971 dirige la prima rappresentazione nel Kleines Festspielhaus di Salisburgo di Don Pasquale di Gaetano Donizetti con Rolando Panerai e Fernando Corena. Nel 1972 dirige la ripresa nel Teatro Comunale di Firenze di Un ballo in maschera di Giuseppe Verdi con Renato Bruson e Rolando Panerai.
Dal 1973 al 1982 è stato direttore principale della Philharmonia Orchestra di Londra succedendo a Otto Klemperer: con questa orchestra ha effettuato diverse registrazioni di opere italiane tra cui Aida di Giuseppe Verdi con Montserrat Caballé e Plácido Domingo, che a oggi risulta essere uno dei dischi d'opera più venduti al mondo, del Macbeth nel quale riapre tutti i vecchi tagli aggiunti nel corso degli anni da vari direttori, e di altri lavori sinfonici tra i quali spiccano l'integrale delle sinfonie di Schumann e Čajkovskij.
Alla Wiener Staatsoper dirige Aida con Gwyneth Jones e Plácido Domingo nel 1973, La forza del destino con Cesare Siepi e Sesto Bruscantini nel 1974, il Requiem di Verdi con Fiorenza Cossotto nel 1975, Norma con la Caballé e la Cossotto nel 1977, Rigoletto con Bruson e Edita Gruberová nel 1983, Le nozze di Figaro nel 1993 e nel 2001, Così fan tutte con Barbara Frittoli e Cecilia Bartoli nel 1994 e nel 2008, Mefistofele con Samuel Ramey nel 1997 e Don Giovanni con Anna Caterina Antonacci nel 1999. Fino a oggi Muti ha diretto 108 rappresentazioni viennesi.
Nel 1975 dirige la ripresa nel Teatro Comunale di Firenze del Requiem di Verdi con Fiorenza Cossotto. Dal 1980 al 1992 è stato direttore musicale dell'Orchestra di Filadelfia, che ha portato in diverse tournée internazionali. Nel 1979 ne è stato nominato direttore principale, nel 1982 direttore onorario. Nel 1991 proprio con questa orchestra ha eseguito la Tosca di Giacomo Puccini, primo titolo del compositore toscano diretto dal maestro Muti.
Nel 1995 ha ricoperto il ruolo di Presidente della Giuria nella prima edizione del Concorso internazionale di composizione "2 Agosto" a Bologna.
Il 10 dicembre 2014 apre la stagione teatrale del Teatro Giordano di Foggia chiuso per 10 anni per restauri e ora affidato alla direzione artistica di Michele Placido.
Nel luglio 2015 si è realizzato il desiderio del Maestro Muti di dedicarsi ancora di più alla formazione di giovani musicisti: la prima edizione della Riccardo Muti Italian Opera Academy per giovani direttori d'orchestra, maestri collaboratori e cantanti si è svolta con grande successo al Teatro Alighieri di Ravenna e ha visto la partecipazione di giovani talenti musicali e di un pubblico di appassionati provenienti da tutto il mondo. Obiettivo della Riccardo Muti Italian Opera Academy è quello di trasmettere l'esperienza e gli insegnamenti di Riccardo Muti ai giovani musicisti e far comprendere in tutta la sua complessità il cammino che porta alla realizzazione di un'opera.

### Muti e il Teatro alla Scala
Al Teatro alla Scala di Milano dirige Le nozze di Figaro con Samuel Ramey e Frederica von Stade nel 1981 e nel 1982, un concerto con la Philharmonia Orchestra, Ernani nella serata d'inaugurazione della stagione 1982/1983 con Plácido Domingo, Renato Bruson, Nicolaj Ghiaurov e Mirella Freni e un concerto sinfonico nel 1982, un concerto con l'ouverture di Giovanna d'Arco di Giuseppe Verdi, lo "Stabat Mater" e il "Te Deum" di Giuseppe Verdi alla presenza del papa Giovanni Paolo II e Così fan tutte nel 1983, un concerto sinfonico con la Filarmonica della Scala nel 1984, uno con l'Orchestra di Filadelfia, tre concerti sinfonici nel 1985 e uno nel novembre 1986.
Dal 1986 al 2005 Muti è stato direttore principale dell'Orchestra del Teatro alla Scala, con la quale l'anno successivo ha ricevuto il premio Viotti d'Oro e che ha portato in tournée in Italia e in Europa.
Per il Teatro alla Scala in seguito Muti dirige:
- Nabucco con Bruson e Ghena Dimitrova nella serata d'inaugurazione della stagione 1986/1987, un concerto nel dicembre 1986, Alceste di Gluck con William Matteuzzi e Anne Sofie von Otter, I Capuleti e i Montecchi con June Anderson e Agnes Baltsa, Le nozze di Figaro con Barbara Hendricks, il Requiem di Verdi con Cheryl Studer e Luciano Pavarotti, un concerto con l'Orchestra di Filadelfia e uno con la von Stade nel 1987;
- Don Giovanni con Edita Gruberová nella serata d'inaugurazione della stagione 1987/1988, un concerto con musiche di Mozart con Waltraud Meier e José van Dam nel 1987, L'olandese volante, Nabucco con Giorgio Zancanaro e la Dimitrova alla Scala e nella prima rappresentazione nel Nippon Heika Kaikan di Tokyo, Requiem di Verdi con Daniela Dessì nella Cattedrale di Notre-Dame, con la Baltsa alla Hitomi Kinen Hall di Tokyo e nel Duomo di Milano, I Capuleti e i Montecchi al Teatro Bunka Kaikan di Tokyo e al Festival Hall di Osaka un concerto con la prima esecuzione assoluta di Morte di Borromini di Salvatore Sciarrino con Tino Carraro nel 1988;
- Guglielmo Tell nella serata d'inaugurazione della stagione 1988/1989, Le nozze di Figaro con la Studer e Ferruccio Furlanetto, Così fan tutte con la Dessì, Don Giovanni con la Gruberova e Furlanetto, Orfeo ed Euridice con Bernadette Manca di Nissa, I Capuleti e i Montecchi al Teatro Bol'šoj, Requiem di Verdi con la Dessì nella Sala Čajkovskij del Conservatorio di Mosca e al Teatro Mariinskij di Leningrado, un concerto alla Scala nel 1989;
- I vespri siciliani nella serata d'inaugurazione della stagione 1989/1990 con Zancanaro, Chris Merritt, Furlanetto, la Studer, Gloria Banditelli e Carla Fracci trasmesso in diretta da Rai 2, Lo frate 'nnamorato nel 1989, due concerti con l'Orchestra della Scala e uno con i Wiener Philharmoniker, La clemenza di Tito, La traviata nel 1990;
- Idomeneo nella serata d'inaugurazione della stagione 1990/1991, Lodoïska con Mariella Devia e Francesca Pedaci, Lo frate 'nnamorato con Cecilia Gasdia e la Manca di Nissa, La traviata, la Sinfonia n. 3 di Beethoven, un concerto con l'Orchestra di Filadelfia, Attila con Ramey, Zancanaro e la Studer, un concerto con Maurizio Pollini, il Requiem di Mozart nel 1991;
- Parsifal con Plácido Domingo e la Meier nella serata d'inaugurazione della stagione 1991/1992, lo Stabat Mater, Ifigenia in Tauride, La traviata, un concerto con la Filarmonica, uno con Radu Lupu e musiche di Ludwig van Beethoven, La donna del lago con Rockwell Blake, June Anderson e Giorgio Surian ripresa dalla Rai, Requiem di Verdi nel Teatro de la Maestranza di Siviglia, all'Auditorium Nacional di Madrid, al Gran Teatre del Liceu e nella Chiesa di San Marco (Milano) nel 1992 con Maria Dragoni, Luciana D'Intino, Sergei Larin, Samuel Ramey.
- Don Carlo con Ramey, Pavarotti, Dessì e D'Intino nella serata d'inaugurazione della stagione 1992/1993, Don Giovanni con Cecilia Bartoli, Il bacio della fata e Pagliacci, Falstaff con Juan Pons, Ramón Vargas la Dessì e Manca di Nissa, due concerti nel 1993;
- La Vestale di Spontini con Maria Dragoni, Denyce Graves nella serata d'inaugurazione della stagione 1993/1994, Don Pasquale, La Creazione, Rigoletto, un concerto con Gidon Kremer, uno con la Filarmonica della Scala, uno con i Wiener Philharmoniker, la trasferta all'Alte Oper di Francoforte sul Meno con il Requiem di Verdi, la Sinfonia n. 48 Maria Teresa di Haydn e lo Stabat Mater di Rossini nel 1994;
- La Valchiria con Domingo e la Meier nella serata d'inaugurazione della stagione 1994/1995, Ivan il Terribile di Sergej Sergeevič Prokof'ev nel 1994, Rigoletto, Mefistofele, Requiem di Verdi all'Accademia nazionale di Santa Cecilia e al Teatro NHK Hall di Tokyo, un concerto, La traviata, Falstaff con Pons, Vargas, Dessì e Manca di Nissa nel 1995;
- Il flauto magico nella serata d'inaugurazione della stagione 1995/1996 ripreso dalla Rai con Simon Keenlyside, Andrea Rost e Viktorija Luk"janec', Nabucco con Bruson e Maria Guleghina, cinque concerti di cui uno con l'Orchestra e il Coro del Gran Teatro La Fenice, L'oro del Reno nel 1996;
- Armide di Christoph Willibald Gluck con Anna Caterina Antonacci, Violeta Urmana e Juan Diego Flórez nella serata d'inaugurazione della stagione 1996/1997, il Concerto di Natale trasmesso da Rai 1, Sigfrido, Le nozze di Figaro con la Frittoli e Bryn Terfel, un concerto con la Filarmonica della Scala, uno con i Wiener Philharmoniker con musiche di Franz Schubert, Falstaff, La traviata con la Rost, Requiem (Verdi) nella Chiesa di San Marco di Milano nel 1997;
- Macbeth nella serata d'inaugurazione della stagione 1997/1998 con Bruson ripresa dalla Rai, il Concerto di Natale, Il flauto magico, il ciclo integrale delle Sinfonie di Beethoven, Manon Lescaut e tre concerti nel 1998;
- Il crepuscolo degli dei nella serata d'inaugurazione della stagione 1998/1999, il Concerto di Natale trasmesso da Rai Uno, La forza del destino con Leo Nucci, due concerti, l'Armide di Gluck, la Messa in Si minore, Nina, ossia La pazza per amore di Giovanni Paisiello, Don Giovanni, il ciclo integrale delle Sinfonie di Beethoven nel 1999;
- il 7 dicembre 1999 apre la stagione scaligera dell'anno giubilare con il Fidelio di Ludwig van Beethoven con la regia di Herzog, il Concerto di Natale con la Messa in Do minore K 427, Tosca con la Guleghina, Salvatore Licitra, Nucci e Alfredo Mariotti, un concerto con i Wiener Philharmoniker, I dialoghi delle Carmelitane, Rigoletto con Vargas, Alberto Gazale e la Rost e il Requiem di Verdi al NHK Hall di Tokyo, un concerto con musiche di Franz Joseph Haydn, La forza del destino al Bunka Kaikan di Tokyo, quattro concerti in uno dei quali dirige la prima esecuzione assoluta di Wanderer per grande orchestra di Luca Francesconi e uno con musiche di Verdi;
- Il trovatore nella serata d'inaugurazione della stagione 2000/2001 con Barbara Frittoli, Violeta Urmana, Leo Nucci e Salvatore Licitra ripreso dalla RAI anche in video, il Concerto di Natale trasmesso da Rai Uno, Requiem di Verdi nella Chiesa di San Marco (Milano), al Musikverein, al Palazzo dei congressi di Bucarest e al Teatro Bol'šoj, Rigoletto, La traviata, Falstaff ripreso in video dalla RAI, Un ballo in maschera con Licitra e la Guleghina ripreso da Rai 2 e trasmesso da Rai 5, il Requiem di Mozart, Stabat Mater di Rossini nel Palazzo dei Congressi di Bucarest e al Teatro Wielki di Poznań, Macbeth, la Messa solenne di Luigi Cherubini e dei concerti nel 2001;
- Otello con Domingo, Nucci e la Frittoli nella serata d'inaugurazione della stagione 2001/2002, il Concerto di Natale trasmesso da Rai Uno e al Teatro degli Arcimboldi, La traviata, Le nozze di Figaro e un concerto nel quale dirige in prima esecuzione assoluta Diario dello sdegno, per grande orchestra, di Fabio Vacchi, commissionata dallo stesso Riccardo Muti e dalla Filarmonica della Scala e trasmessa in differita su Rete 4 nel 2002;
- al Teatro degli Arcimboldi il concerto d'inaugurazione della Stagione Filarmonica 2002/2003, Ifigenia in Aulide di Gluck con Violeta Urmana per l'inaugurazione della Stagione d'Opera, la Messa in La bem. magg. D 678 di Franz Schubert per il Concerto di Natale ripreso da Rai Uno, Fidelio, dei concerti, I due Foscari con Nucci e Dīmītra Theodosiou trasmessa da Rai 1 e Rai 5, Macbeth con Leo Nucci/Alberto Gazale e Salvatore Licitra al Bunka Kaikan di Tokyo e Otello di Verdi nel NHK Hall di Tokyo nel 2003;
- al Teatro degli Arcimboldi Moïse et Pharaon nella serata d'inaugurazione della stagione 2003/2004, il Vesperae solemnes de confessore K 339 di Mozart con Michele Pertusi per il Concerto di Natale trasmesso da Rai Uno, I dialoghi delle Carmelitane, dei concerti, Falstaff, nel 2004;
- il 7 dicembre 2004 ha riaperto il Teatro alla Scala, dopo i lavori di restauro, dirigendo l'opera L'Europa riconosciuta di Antonio Salieri con Diana Damrau e Desirée Rancatore nella serata d'inaugurazione della stagione 2004/2005, la Messe solennelle di Hector Berlioz per il Concerto di Natale trasmesso da Rai Uno e infine un concerto con i Wiener Philharmoniker nel 2005.

### Muti nei principali teatri in Europa
Oltre alla Scala, Muti ha diretto produzioni operistiche anche a Firenze, Napoli, Filadelfia, Monaco, Vienna, Londra, Liegi e al Ravenna Festival. È spesso ospite dei Berliner Philharmoniker e dei Wiener Philharmoniker. Nel 1996 Muti ha diretto questi ultimi in occasione della chiusura della settimana del Festival Viennese, in un tour verso l'estremo oriente (Giappone, Corea, Hong Kong) e in Germania oltre che il Concerto di Capodanno di Vienna nel 1993, 1997, 2000, 2004, 2018, 2021 (senza pubblico) e nel 2025.
Nel settembre 2008 tornerà a guidare i Wiener Philharmoniker in una lunga tournée giapponese. Dal 1971, anno in cui vi ha esordito con Don Pasquale di Gaetano Donizetti, su invito di Herbert von Karajan, è uno dei partecipanti abituali del Festival di Salisburgo, dove dirige opere e concerti ed è particolarmente apprezzato per l'allestimento delle opere mozartiane. In particolare l'allestimento di Così fan tutte è stato talmente acclamato che è stato ripreso ininterrottamente dal 1982 fino al 1988 ed è stato il direttore a cui il festival ha affidato la nuova produzione di Don Giovanni nel 1990 dopo la morte di Karajan.

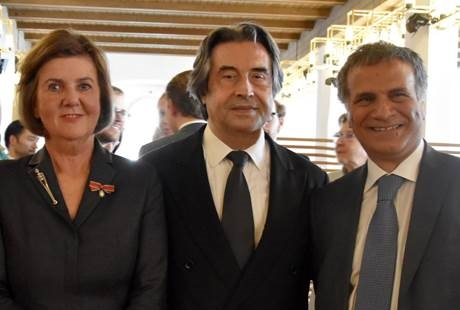
La presidente del Festival di Salisburgo Helga Rabl-Stadler con Riccardo Muti

Nel 1991 a poche ore dalla prova generale declina l'invito a dirigere una nuova produzione de La clemenza di Tito, non ritenendo la regia dei coniugi Karl-Ernst e Ursel Herrmann confacente all'ultima opera scritta da Mozart e venendo quindi sostituito da Gustav Kuhn. Inoltre, a causa dei dissapori con il nuovo direttore artistico di Salisburgo Gerard Mortier, Muti non dirigerà più opere ma solo concerti con i Wiener Philharmoniker. Fino al 2005 quando, scaduto il mandato di Mortier, tornerà sul podio per Il flauto magico e per l'Otello di Verdi previsto per il festival di Salisburgo 2008. Al Royal Opera House di Londra nel 1977 dirige Aida con Plácido Domingo, Fiorenza Cossotto e Montserrat Caballé e Macbeth con Renato Bruson e Renata Scotto nel 1981.
Dirige le prime esecuzioni assolute nella Symphony Hall dell'American Academy of Music di Filadelfia di "Summer Solstice" per orchestra e del Concerto per violino e orchestra di Ezra Laderman nel 1980 e del Concerto per pianoforte e orchestra di Tina Davidson nel 1983. Nel 1984 dirige la ripresa nel Kleines Festspielhaus di Salisburgo di "Così fan tutte ossia La scuola degli amanti" di Wolfgang Amadeus Mozart con Kathleen Battle e Sesto Bruscantini. Nel 1987 dirige la prima rappresentazione nella Deutsche Staatsoper di Berlino di Nabucco di Giuseppe Verdi con Renato Bruson.
Nel 1990 dirige la ripresa nel Großes Festspielhaus di Salisburgo de Il dissoluto punito ossia Il Don Giovanni di W. A. Mozart, con Carol Vaness, Edita Gruberová, Ramey e Furlanetto. È sposato con Cristina Mazzavillani Muti, presidente del Ravenna Festival, e da anni risiede a Ravenna. La coppia ha tre figli: Francesco, Chiara (nota attrice e moglie del pianista francese David Fray) e Domenico. Grande interprete verdiano e mozartiano, Muti è anche noto per le sue sempre interessanti esecuzioni operistiche di autori come Pergolesi, Gluck, Bellini, Rossini, Puccini e Wagner.
Nel giugno del 1995 ci fu un clamoroso sciopero da parte dell'orchestra della Scala in occasione della rappresentazione de La traviata di Verdi. Il maestro Muti, per placare un pubblico infuriato (anch'esso poco solidale con gli orchestrali), accompagnò al pianoforte i cantanti in tutte le arie. La rappresentazione così salvata si concluse comunque con il pubblico milanese in ovazione.
Oltre ai capolavori di Giuseppe Verdi e Wolfgang Amadeus Mozart, alla Scala, Muti ha voluto riportare all'attenzione del pubblico le opere di Gluck (Alceste, Orfeo ed Euridice e Armide) e quelle di autori del periodo storico neo-classico, quali Lodoïska di Luigi Cherubini e La Vestale di Gaspare Spontini. Inoltre il maestro ha riportato alla scala dopo vent'anni sia Parsifal sia l'intera tetralogia de L'Anello del Nibelungo di Wagner, ottenendo esiti contrastanti; sempre negli anni 90 ha avuto il merito di riportare alla Scala opere non più eseguite da svariati anni come La forza del destino che ha riscosso un trionfale successo nel 1999, la Manon Lescaut di Giacomo Puccini.

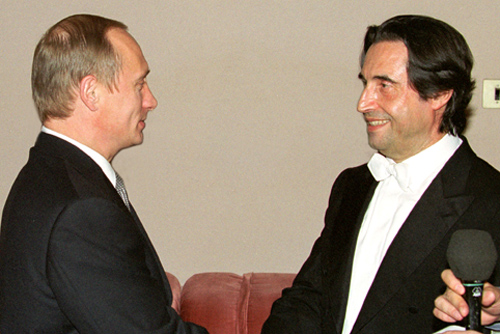
Riccardo Muti con Vladimir Putin, dopo il concerto dell'orchestra del Teatro alla Scala di Milano nella Sala Grande del Conservatorio di Mosca (2 giugno 2000)

Nel 2000 è stato chiamato a dirigere i Wiener Philharmoniker nel noto concerto di apertura del nuovo Millennio nella Großer Musikvereinsaal di Vienna; aveva avuto questo onore già nel 1993 (risultando all'epoca il più giovane direttore ospite di questa manifestazione, a soli 52 anni) e nel 1997; è stato nuovamente chiamato a questo prestigioso incarico nel cinquantesimo concerto di Capodanno 2004, e poi nel 2018 con musiche di Johann Strauss (padre) e Johann Johann Strauss (figlio), assieme ad altri compositori. Nel 2001, il maestro ha ricevuto il "Premio Internazionale Medaglia d'Oro al merito della Cultura Cattolica" dalla Scuola di Cultura Cattolica di Bassano del Grappa. Ma il 2001 è soprattutto l'anno verdiano e il maestro regala ai milanesi in un'unica stagione Il trovatore, Rigoletto, La traviata, Un ballo in maschera, Macbeth infine l'Otello per il 7 dicembre 2001 con Plácido Domingo nel ruolo del protagonista, Barbara Frittoli nei panni di Desdemona e Leo Nucci come Jago. Il 27 gennaio 2001 dirige nella Basilica di San Marco a Milano il coro e l'orchestra del Teatro Alla Scala nella Messa da Requiem di Giuseppe Verdi proprio nel giorno in cui 100 anni prima moriva il compositore. Il concerto con le compagini scaligere sarà eseguito anche per due sere consecutive al Musikverein di Vienna.
Nel 2004 ha creato l'Orchestra Giovanile Luigi Cherubini formata da giovani strumentisti scelti da una commissione internazionale. Il 16 marzo 2005, l'orchestra e lo staff della Scala hanno votato a larga maggioranza una richiesta di dimissioni di Muti, il quale cancellò un concerto prima della votazione e il 2 aprile diede le dimissioni. Poco dopo ha ricevuto a Brescia il Premio "Arturo Benedetti Michelangeli", secondo artista italiano ad averlo ricevuto dopo Maurizio Pollini.
Il 2 marzo 2007 dirige l'Orchestra giovanile Luigi Cherubini in un concerto straordinario (Concerto in La minore per violoncello e orchestra di Schumann e Sinfonia n. 4 "Tragica" in Do minore di Franz Schubert) nella Basilica di San Francesco ad Arezzo di fronte agli affreschi di Piero della Francesca, nell'ambito del Festival musicale organizzato dall'Ente Filarmonico Italiano. Durante la serata viene insignito del premio "Il Filarmonico", consegnatogli da Lorenzo Arruga.
Nel febbraio 2008 vince due Grammy Award (Best Classical Album e Best Choral Performance) con l'album Missa Solemnis in Mi di Luigi Cherubini con Orchestra Sinfonica della Radio Bavarese inciso per la EMI. Nel maggio 2008 firma un contratto quinquennale per dieci settimane di conduzione l'anno con la Chicago Symphony Orchestra, a partire dal settembre 2010. Muti dirigerà l'orchestra americana sia nelle tournée nazionali sia in quelle internazionali. L'incarico di direttore musicale verrà ufficializzato nel gennaio 2009 con l'esecuzione della Messa da Requiem di Verdi.
L'ultima volta che Muti diresse l'orchestra americana, a conclusione del prestigioso incarico, volle donare alla città di Molfetta la bacchetta rigorosamente in legno, esposta a Palazzo Giovene nella Civica Siloteca del Centro Studi Molfettesi dedicata a Raffaele Cormio. Sempre nel 2008, a dicembre, intraprende una nuova collaborazione con un teatro d'opera italiano: dirige infatti l'Otello di Giuseppe Verdi al Teatro dell'Opera di Roma, dove non ha mai diretto uno spettacolo operistico, nella produzione andata già in scena al Festival di Salisburgo 2008; dopo l'Otello il maestro è atteso con Ifigenia in Aulide nel marzo del 2009.
Tali sono stati i successi di queste produzioni che il sindaco di Roma Gianni Alemanno, ha offerto a Riccardo Muti la direzione musicale del teatro capitolino, nomina che il maestro ha accettato nell'agosto del 2009 durante il festival di Salisburgo: l'accordo prevede la direzione di due opere e di due concerti sinfonici a stagione nonché la supervisione della scelta dei nuovi professori che compongono l'orchestra del Teatro dell'Opera di Roma; nel 2010 dirige Moïse et Pharaon e nel 2011 il Nabucco, spettacolo inserito nelle celebrazioni per i 150 anni dell'Unità d'Italia e Macbeth. A febbraio 2009 inaugura la nuova stagione sinfonica del Teatro di San Carlo, dopo un periodo di ristrutturazione e restauro del Massimo, eseguendo per l'occasione opere di Wolfgang Amadeus Mozart, Niccolò Jommelli e Giuseppe Verdi.
Nel giugno 2009 dirige Demofoonte all'Opéra national de Paris. Il 23 febbraio 2010, Riccardo Muti fa il suo esordio alla Metropolitan Opera House di New York, dirigendo una nuovissima produzione dell'Attila di Giuseppe Verdi con Violeta Urmana, Ramón Vargas e Samuel Ramey; già viene comunicato che per la stagione successiva tornerà sempre al Metropolitan con l'Armida di Gioachino Rossini. Sempre nel 2010 è uscita la sua autobiografia Prima la musica, poi le parole. Il 4 febbraio 2011 a Chicago, nel corso di una prova per un concerto della Chicago Symphony Orchestra della quale è direttore stabile, riporta, a seguito di una caduta, una frattura alla mascella per la quale è operato nei giorni successivi, al Northwestern Memorial Hospital.
Il malore che ha provocato la caduta era dovuto, secondo i medici dell'ospedale di Chicago, a un'irregolarità del battito cardiaco, per la qual cosa si è resa necessaria l'applicazione di un pacemaker. Il 13 febbraio 2011, in qualità di direttore della Chicago Symphony Orchestra, ha vinto due Grammy Award nelle categorie Best Classical Album e Best Choral Performance per la registrazione del Requiem di Verdi con Barbara Frittoli. Dirige Macbeth nell'agosto 2011 al Festival di Salisburgo e in novembre/dicembre al Teatro dell'Opera di Roma.
Nel 2012 in gennaio dirige il Requiem di Verdi all'Opéra-Comédie di Montpellier, in marzo/aprile I due Figaro al Teatro Real di Madrid, in maggio/giugno Attila al Teatro dell'Opera, in luglio Sancta Susanna di Paul Hindemith al Teatro Dante Alighieri, in agosto/settembre I due Figaro al Teatro Colón e in novembre Simon Boccanegra a Roma ripreso in video dalla Rai.
Nel 2013 dirige I due Foscari e un concerto a Roma, Don Pasquale a Madrid, Nabucco a Ravenna, Roma e Salisburgo ed Ernani a Roma.
Nel 2014 dirige Manon Lescaut con Anna Jur'evna Netrebko a Roma, il Requiem di Verdi con Francesco Meli al Teatro Real e con Daniela Barcellona e Riccardo Zanellato al Ravenna Festival e al Festival Ljubljana e Simon Boccanegra e Nabucco con Sonia Ganassi al Tokyo Bunka Kaikan nella trasferta del Teatro dell'Opera. Il 10 dicembre dello stesso anno apre la stagione teatrale del Teatro Giordano di Foggia chiuso per dieci anni per restauri. Nel settembre 2014, a causa di divergenze con il Teatro, cancella tutti gli impegni già presi per la stagione successiva con l'Opera di Roma (avrebbe dovuto dirigere Aida per la prima della stagione 2014/2015 e poi Le nozze di Figaro). Si interrompe così la collaborazione iniziata cinque anni prima, nell'agosto 2009, pur mantenendo la sua carica di Direttore onorario a vita.
Nel 2018 dirige nuovamente il concerto di Capodanno di Vienna.
Nello stesso anno, inaugura la stagione operistica del Teatro San Carlo di Napoli con Così fan tutte, con alla regia sua figlia, Chiara Muti.
Il 4 agosto 2018 dirige il concerto Muti per l'Umbria 2016-2018 registrato in Piazza a San Benedetto a Norcia. L'evento è stato trasmesso da Raiuno il 24 agosto 2018, secondo anniversario del terremoto che colpì Amatrice, Norcia e Arquata del Tronto.
Nel 2021 dirige nuovamente il concerto di Capodanno di Vienna, edizione svoltasi a porte chiuse in assenza di pubblico a causa dell'emergenza dovuta alla pandemia di COVID-19.
Nel 2025 torna sul podio del Musikverein di Vienna, per dirigere nuovamente i Wiener Philharmoniker nel tradizionale Concerto di Capodanno di Vienna (in tedesco Das Neujahrskonzert der Wiener Philharmoniker), voluto dai Wiener Philharmoniker per celebrare il bicentenario della nascita del "padre del valzer", Johann Strauss II (Johann Strauss Junior).

## Riconoscimenti accademici
Il 30 marzo 1996 ha ricevuto una laurea honoris causa in musicologia dall'Università degli Studi di Pavia. 
Il 14 aprile 1998 ha ricevuto una laurea honoris causa in Beni Musicali dall'Università degli Studi di Lecce, poi divenuta Università del Salento. 
Il 12 novembre 2004 riceve la laurea honoris causa dalla Facoltà di Filosofia dell'Università Vita-Salute San Raffaele presso la sala Verdi del Conservatorio di Milano. Su richiesta del preside Massimo Cacciari, la laudatio viene pronunciata da Giovanni Reale. 
Il 20 aprile 2005 Riceve la laurea honoris causa in lettere moderne dall'Università Federico II di Napoli. 
Il 4 novembre 2011 Muti ha ricevuto la laurea honoris causa in Storia e critica delle culture musicali dall'Università degli studi di Torino.

## La controversia con La Scala
A seguito di gravi divergenze con il sovrintendente Fontana, il maestro si rifiutò di partecipare alla conferenza stampa di presentazione della stagione 2003; il direttore musicale voleva Mauro Meli come nuovo direttore artistico, nome sgradito al sovrintendente. In seguito, Fontana fu rimosso dall'incarico e Meli insediato al suo posto. A questo punto i musicisti si schierarono dalla parte di Fontana contro Muti. Il 16 marzo 2005 l'orchestra e lo staff votarono a grande maggioranza (cinque contrari su oltre settecento) una mozione di sfiducia nei confronti di Muti il quale annullò un concerto già in programma; anche altre produzioni furono interrotte a causa dei continui contrasti. Infine, il 2 aprile Muti rassegnò le dimissioni, adducendo a motivo l'"ostilità" nei suoi confronti da parte dell'ambiente scaligero.

## L'intervento contro i tagli alla cultura
La sera del 12 marzo 2011, al Teatro dell'Opera di Roma si tenne la prima di una serie di rappresentazioni del Nabucco di Verdi, diretta da Muti, che si inseriva nel contesto dei festeggiamenti del 150º anniversario dell'Unità d'Italia. Dopo la fine del celeberrimo coro del terzo atto "Va, pensiero" il pubblico applaude con forza e richiede il bis. A quel punto Muti, rompendo con la tradizione della lirica e gli indirizzi verdiani, interrompe la recita e si volta verso il pubblico, tenendo un breve discorso riferendosi ai tagli alla cultura annunciati dal governo. Dopo ciò si appresta a dirigere il bis del "Va, pensiero", invitando il pubblico a unirsi al coro dell'Opera di Roma, dirigendo così ("per la prima volta" per sua stessa ammissione), coro e pubblico.

## Discografia
La seguente discografia presenta una lista parziale di alcune delle incisioni più importanti.

### CD
- Beethoven, Concerto per violino e orchestra, op. 61 - Repin/Muti/Wiener Philharmoniker, 2007 Deutsche Grammophon
- Beethoven, Symphony Nos 1 & 5 - Riccardo Muti/Philadelphia Orchestra, 2005 EMI
- Beethoven, Symphony No. 3 & Overtures - Riccardo Muti/Philadelphia Orchestra, 2005 EMI
- Beethoven: Symphony No. 6 - Leonore Overture No. 3 - Riccardo Muti/Philadelphia Orchestra, 2006 EMI
- Beethoven, Symphonies Nos 7 & 8 - Riccardo Muti/Riccardo Muti/Philadelphia Orchestra, 2005 EMI
- Beethoven, Symphony No. 9 Op. 125 'Choral' - Cheryl Studer/James Morris/Riccardo Muti/Philadelphia Orchestra/Peter Seiffert/Westminster Choir/Delores Ziegler, 2005 EMI
- Beethoven, The Complete Symphonies - Riccardo Muti, 2011 Warner/EMI
- Bellini, Norma - Riccardo Muti/Coro del Maggio Musicale Fiorentino/Jane Eaglen/Dimitri Kavrakos/Vincenzo La Scola/Orchestra del Maggio Musicale Fiorentino/Ernesto Gavazzi/Carmela Remigio/Eva Mei, 2012 EMI
- Bellini, I Capuleti ed i Montecchi - Agnes Baltsa/Chorus of the Royal Opera House, Covent Garden/Dano Raffanti/Edita Gruberova/Gwynne Howell/John Tomlinson/Orchestra of the Royal Opera House, Covent Garden/Riccardo Muti, 2005 EMI
- Bellini, I Puritani - Riccardo Muti, 2003 EMI
- Berlioz: Symphonie fantastique; Romeo et Juliette - Riccardo Muti/Philadelphia Orchestra, 2011 Warner
- Brahms: Sinfonia n. 4 in do minore, op. 98 (e Ouverture Tragica op. 81) - Riccardo Muti/Philadelphia Orchestra, 2001 Philips
- Brahms: Sinfonie complete, Variazioni su un tema di Haydn, Ouverture tragica, Ouverture per una festa accademica. Philadelphia Orchestra, 2002 (Philips).
- Bruckner, Symphonies 4 & 6 - Riccardo Muti/Berliner Philharmoniker, 2011 Warner
- Cherubini, Missa Solemnis in E Major - Riccardo Muti/Symphonieorchester des Bayerischen Rundfunks, 2007 EMI
- Cherubini, Lodoïska, Riccardo Muti/Orchestra e Coro del Teatro alla Scala/Mariella Devia/Francesca Pedaci/Bernard Lombardo/Thomas Moser, 1991 Sony Classical
- Debussy, La Mer - Philadelphia Orchestra/Riccardo Muti, 1994 EMI
- Donizetti, Don Pasquale - Ambrosian Opera Chorus/Philharmonia Orchestra/Riccardo Muti, 2010 EMI
- Dvořák: Symphony No. 9 'From the New World' - Tchaikovsky: Romeo & Juliet Overture - Riccardo Muti, 2003 EMI
- Gluck, Orfeo ed Euridice - Riccardo Muti/Philharmonia Orchestra, 1982 EMI
- Handel, Water Music - Riccardo Muti, Berliner Philharmoniker, 2005 EMI
- Haydn, The Seven Last Words Of The Saviour On The Cross - Riccardo Muti, Berliner Philharmoniker, 1993 EMI
- Leoncavallo, Pagliacci - Muti/Dessì/Pavarotti/Pons/Coni/Gavazzi/Philadelphia Orchestra, 1992 Decca
- Liszt, A Faust Symphony - Riccardo Muti/Philadelphia Orchestra, 2008 EMI
- Mahler, Symphony No. 1 - Philadelphia Orchestra/Riccardo Muti, 1984 EMI
- Mascagni: Cavalleria Rusticana - Leoncavallo: I Pagliacci - Philharmonia Orchestra/Riccardo Muti, 1979 EMI
- Mendelssohn, Symphonies 3 - 5 - Riccardo Muti, 2011 Warner/EMI
- Mozart, Così Fan Tutte - Riccardo Muti/Wiener Philharmoniker, 1983 EMI
- Mozart, Don Giovanni - Riccardo Muti/Wiener Philharmoniker, 2003 EMI
- Mozart, The Da Ponte Operas - Riccardo Muti, 2013 Warner/EMI
- Mozart, Le Nozze Di Figaro - Konzertvereinigung der Wiener Staatsopernchor/Riccardo Muti/Wiener Philharmoniker, 1987 EMI
- Mozart, Requiem & Ave verum - Riccardo Muti/Berliner Philharmoniker, 2011 EMI
- Mozart: Violin Concertos Nos. 2 & 4 - Divertimento No. 1 - Frank Peter Zimmermann/Berliner Philharmoniker/Jörg Faerber/Riccardo Muti/Württembergisches Kammerorchester Heilbronn, 2003 EMI
- Mozart Schumann Brahms, Sinf. n. 35-41/Sinf. n. 1-4 - Muti/Wiener Philharmoniker/Philadelphia Orchestra, Decca
- Mussorgsky: Pictures at an Exhibition - Stravinsky: The Rite of Spring - Riccardo Muti/Philadelphia Orchestra, 1992 EMI
- Orff, Carmina burana - Arleen Auger/John Van Kesteren/Riccardo Muti/Jonathan Summers, 1980 EMI
- Paganini: Violin Concerto No. 4, Suonata Varsavia - Gidon Kremer/Riccardo Muti/Wiener Philharmoniker, 1997 Philips
- Paisiello, Nina o sia La pazza per amore  - Riccardo Muti/Orchestra & Coro del Teatro alla Scala, 2000 Ricordi
- Prokofiev: Romeo and Juliet Suites - Respighi: Pini Di Roma - Riccardo Muti/Philadelphia Orchestra, 2005 EMI
- Prokofiev: Ivan the Terrible; Romeo and Juliet - Riccardo Muti, 2011 Warner/EMI
- Puccini, Manon Lescaut - Muti/Cura/Guleghina/Gallo, Orchestra & Coro del Teatro alla Scala, 1998 Deutsche Grammophon
- Puccini, Tosca - Muti/Vaness/Zancanaro, Philadelphia Orchestra, 1992 Decca
- Rachmaninov, Piano Concerto No. 2 & Rhapsody on a Theme of Paganini - Andrei Gavrilov/Riccardo Muti/Philadelphia Orchestra, 2008 EMI
- Ravel: Rapsodie espagnole; Une barque sur l'ocean - Riccardo Muti/Philadelphia Orchestra, 2011 Warner
- Respighi: Pines of Rome; Fountains of Rome - Riccardo Muti/Philadelphia Orchestra, 2011 Warner
- Rimsky-Korsakov: Scheherazade - Tchaikovsky: '1812' Overture - Riccardo Muti/Philadelphia Orchestra, 2001 EMI
- Rossini, Donna del lago - Muti/Blake/Merritt/Anderson, Orchestra & Coro del Teatro alla Scala, 1992 Decca
- Rossini, Guglielmo Tell - Muti/Zancanaro/Merritt/Surjan, Orchestra & Coro del Teatro alla Scala, 1988 Decca
- Rossini, Stabat Mater - Riccardo Muti/Agnes Baltsa/Robert Gambill/Gwynne Howell/Catherine Malfitano/Coro & Orchestra del Maggio Musicale Fiorentino, 1982 EMI
- Rota, Music for Film - Orchestra Filarmonica della Scala/Riccardo Muti, 1997 SONY BMG
- Rota: "La Strada", Concerto Per Archi & "Il Gattopardo" - Orchestra Filarmonica della Scala/Riccardo Muti, 1995 Sony
- Rota, Piano Concerti - Giorgia Tomassi/Orchestra Filarmonica della Scala/Riccardo Muti, 1998 EMI
- Schubert, Symphonies Nos 1 & 8 - Riccardo Muti/Wiener Philharmoniker, 2011 EMI
- Schubert, Symphony No. 9 - Riccardo Muti/Wiener Philharmoniker, 1987 EMI
- Schubert, The Symphonies, Rosamunde - Riccardo Muti/Wiener Philharmoniker, 2001 EMI
- Schumann, The Symphonies - Riccardo Muti/Wiener Philharmoniker, 2001 Philips
- Schumann, The Symphonies, Die Braut von Messina, Hermann und Dorothea - Riccardo Muti/Philarmonia Orchestra, 2006 EMI
- Scriabin, Symphonies - Riccardo Muti/Philadelphia Orchestra, 2001 EMI
- Spontini, La Vestale  - Riccardo Muti/Orchestra & Coro del Teatro alla Scala, 1995 Sony
- Tchaikovsky, Swan Lake & Sleeping Beauty Suites - Riccardo Muti/Philadelphia Orchestra, 2012 EMI
- Tchaikovsky: Symphonies 1-6; Ballet Music - Riccardo Muti, 2011 Warner/EMI
- Verdi, Aida - Riccardo Muti, 1974 EMI
- Verdi, Attila - Cheryl Studer/Coro del Teatro alla Scala di Milano/Ernesto Gavazzi/Giorgio Surian/Giorgio Zancanaro/Neil Shicoff/Orchestra del Teatro alla Scala di Milano/Riccardo Muti/Samuel Ramey, 1989 EMI
- Verdi, Un ballo in maschera - Plácido Domingo/Martina Arroyo/Piero Cappuccilli/Fiorenza Cossotto/Reri Grist/Riccardo Muti, 1975 EMI
- Verdi, Don Carlo - Coro del Teatro alla Scala di Milano/Daniella Dessi/Luciana D'Intino/Luciano Pavarotti/Orchestra del Teatro alla Scala di Milano/Paolo Coni/Riccardo Muti/Samuel Ramey, 1992 EMI
- Verdi, La forza del destino - Giorgio Zancanaro/Mirella Freni/Orchestra del Teatro alla Scala di Milano/Plácido Domingo/Riccardo Muti, 1986 EMI
- Verdi, Macbeth - Sherrill Milnes/José Carreras/Fiorenza Cossotto/Riccardo Muti/Ruggero Raimondi, 1976 EMI
- Verdi, Nabucco - Matteo Manuguerra/Nicolai Ghiaurov/Veriano Luchetti/Riccardo Muti/Elena Obraztsova/Renata Scotto/Philharmonia Orchestra, 1978 EMI
- Verdi, La traviata - Philharmonia Orchestra of London/Renato Bruson/Renata Scotto/Alfredo Kraus/Riccardo Muti, 1980 EMI Great Recordings of the Century
- Verdi, La traviata - Riccardo Muti/Roberto Gabbiani/Ernesto Gavazzi/Orchestra del Teatro alla Scala/Ernesto Panariello/Tiziana Fabbricini/Antonella Trevisan/Silvestro Sammaritano/Roberto Alagna/Coro del Teatro alla Scala/Enzo Capuano/Orazio Mori/Nicoletta Curiel/Francesco Musinu/Paolo Coni/Enrico Cossutta, 1992 Sony
- Verdi, Il trovatore - Riccardo Muti, 2000 Sony
- Verdi, I vespri siciliani - Capuano/Cheryl Studer/Chris Merritt/Coro del Teatro alla Scala di Milano/Ernesto Gavazzi/Ferrero Poggi/Ferruccio Furlanetto/Francesco Musinu/Giorgio Zancanaro/Gloria Banditelli/Mario Chingari/Orchestra del Teatro alla Scala di Milano/Paulo Barbacini/Riccardo Muti, 1989 EMI
- Verdi, Messa da Requiem - Riccardo Muti/Chicago Symphony Orchestra/Chicago Symphony Chorus/Barbara Frittoli/Olga Borodina/Mario Zeffiri/Ildar Abdrazakov, 2010 CSO Resound - Grammy Award for Best Classical Album 2011
- Verdi, Requiem & Four Sacred Pieces - Riccardo Muti, 2011 Warner
- Verdi, Requiem - Luciano Pavarotti/Coro del Teatro alla Scala di Milano/Riccardo Muti/Orchestra del Teatro alla Scala, Milano/Samuel Ramey/Cheryl Studer/Dolora Zajick, 1987 EMI
- Verdi: Requiem & Cherubini: Requiem in C Minor - Riccardo Muti/Agnes Baltsa/Veriano Luchetti/Eugeny Nesterenko/Renata Scotto, 1995 EMI
- Verdi: Preludes, Ballet Music & Opera Choruses - Riccardo Muti, 2013 EMI
- Verdi, Opera Highlights - Riccardo Muti, 2013 EMI
- Vivaldi, Magnificat - Gloria - Riccardo Muti/New Philharmonia Orchestra, 1977 EMI
- Vivaldi, The Four Seasons - Riccardo Muti/Giulio Franzetti, 1994 EMI
- 1997 New Year's Day Concert - Riccardo Muti/Wiener Philharmoniker, 1997 EMI
- New Year's Concert 2000 - Riccardo Muti/Wiener Philharmoniker, EMI
- Conc. di Capodanno 2004, Strauss jr. e sr./Strauss Josef e Eduard/Lanner - Muti/Wiener Philharmoniker, Deutsche Grammophon
- Riccardo Muti - The Platinum Collection, 2006 EMI
- Muti, The Platinum Collection 2 - Riccardo Muti, 2006 EMI

### DVD & BLU-RAY
- Mozart, Flauto magico (Salisburgo 2006) - Muti/Pape/Damrau/Groves/Wiener Philharmoniker, regia Pierre Audi 2006 Decca
- Mozart: Così fan tutte (La Scala, 1989) - Daniela Dessì/Alessandro Corbelli/Claudio Desderi/Riccardo Muti, Opus Arte/Naxos
- Puccini, Manon Lescaut - Muti/Cura/Guleghina/Gallo, regia Liliana Cavani, 1998 TDK
- Verdi, I vespri siciliani - Cheryl Studer/Chris Merritt/Giorgio Zancanaro/Ferruccio Furlanetto/Coro e Orchestra del Teatro alla Scala di Milano/Riccardo Muti, regia di Pier Luigi Pizzi, 1989 Opus Arte
- Verdi, Un ballo in maschera - Muti/Licitra/Guleghina/Scala, 2001 RAI/EuroArts

## Opere
- Riccardo Muti. Prima la musica, poi le parole. Autobiografia, a cura di Marco Grondona, Milano, Rizzoli, 2010
- Riccardo Muti. Verdi, l'italiano. Ovvero, in musica, le nostre radici, a cura di Armando Torno, Milano, Rizzoli, 2012
- Riccardo Muti. L'infinito tra le note. Il mio viaggio nella musica, a cura di Susanna Venturi, Milano, Solferino, 2019
- Riccardo Muti. Armando Torno. Recondita armonia. Educare alla musica per educare alla vita, 2024

## Onorificenze e riconoscimenti

### Riconoscimenti
- Premio Imperiale (Giappone) (23 ottobre 2018)
- Membro onorario della Royal Academy of Music (Regno Unito) (1981)
- Paul Harris Fellow dal Rotary International[47]
- Medaglia del Presidente della Repubblica Italiana nell'ambito della cerimonia di premiazione del 40º Premio Nazionale Letterario Pisa (1996)
- Musa del Palau de la Musica di Barcellona (1997)
- Premio Wolf per le arti (maggio 2000) da parte del presidente dello Stato d'Israele, "ad uno dei più eccezionali direttori d'orchestra del nostro tempo"
- Cittadino Onorario di Busseto (PR) per impareggiabili meriti verdiani (1997)
- Cittadino Onorario di Besana in Brianza (MB) dal 2003, in occasione del XI Convegno Bandistico Internazionale di Besana in Brianza
- Cittadino Onorario di Molfetta (BA) da cui ha ottenuto il Sigillo d'Onore della Municipalità di Molfetta
- Socio Onorario del Rotary Club di Molfetta (BA)
- Cittadino Onorario di Roma Capitale (onorificenza non accettata)[48][49]
- Premio Birgit Nilsson (Svezia, 2011)
- Cittadino Onorario Città di Capua (CE) (3 dicembre 2014)
- Medaglia d'oro della città di Bergamo (2 settembre 2016)
- Gli è stato dedicato un asteroide, 37735 Riccardomuti[50].
- 2022 - Premio San Zosimo I Romano Pontefice